# Short interspersed nuclear element
Een short interspersed nuclear element, afgekort tot SINE (Engels voor kort verspreid kernelement) is een DNA-sequentie in het genoom dat typisch zo'n 100–400 basenparen lang is, veel herhaald (repeat) wordt en relatief vrij verspreid  voorkomt. Evolutionair gezien zijn SINE's afgeleid van het kleine cytoplasmatische 7SL RNA, een component van het signaalherkenningdeeltje.
SINE's worden vaak tot de springende gen-elementen gerekend die een RNA als tussenstap gebruiken (retro-element) en geen long terminal repeats (Non-LTR Retrotransposons) hebben. In tegenstelling tot de langere long interspersed nuclear elements (LINE's) zijn SINE's niet autonoom maar hebben een externe reverse-transcriptase (vaak van LINE's gecodeerd) nodig, daar ze er zelf geen (meer) bezitten. Daarmee zijn ze in engere zin retroposons. In sommige gevallen hebben de SINE's een eigen endonuclease, waarmee ze in het genoom van de gastheer kunnen integreren.
Het menselijk genoom heeft ongeveer 1,5 miljoen SINE-copiën, die ongeveer 14% van het genoom uitmaken.
De SINE Alu-familie komt alleen voor bij primaten. Andere SINE-families komen bij verscheidene zoogdieren (ook Cloacadieren en buideldieren) voor en worden daarom ook wel mammalian-wide interspersed repeats (MIR) genoemd. Bij enkele organismen, zoals bijvoorbeeld de fruitvlieg Drosophila melanogaster of de rondworm Caenorhabditis elegans ontbreken SINE's.